# Thích Phổ Tuệ
Đại lão Hòa thượng Thích Phổ Tuệ (12 tháng 4 năm 1917 – 21 tháng 10 năm 2021) là một tu sĩ Phật giáo người Việt Nam. Hòa thượng là Đệ tam Pháp chủ Hội đồng Chứng minh Giáo hội Phật giáo Việt Nam. Ngài là bậc tùng lâm thạch trụ của Phật giáo Việt Nam, là bậc cao tăng có nhiều đóng góp cho giáo hội.

## Thân thế
Đại lão Hòa thượng Thích Phổ Tuệ, thế danh là Bùi Văn Chước (tức Bùi Văn Quý), sinh ngày 12 tháng 4 năm 1917 tại thôn 5, xã Phùng Thiện, tổng Bồng Hải, nay là thôn Phùng Thiện, xã Khánh Tiên, huyện Yên Khánh, tỉnh Ninh Bình. Thân phụ là cụ ông Bùi Quang Oánh, thân mẫu là cụ bà Nguyễn Thị Thinh, song thân của hòa thượng đều là những Phật tử thuần thành. Hòa thượng sinh trưởng trong gia đình có 3 anh em, là người con thứ 2 trong gia đình.

## Hành trạng Đức Pháp chủ

### Xuất gia tu học
Vốn được sinh ra trong gia đình có truyền thống thâm tín Phật pháp, cho nên hạt giống Bồ đề của ngài sớm nảy nở, năm lên 7 tuổi (1923), ngài được song thân cho đến xuất gia với Sư cụ Thích Đàm Cơ, trụ trì chùa Phúc Long (chùa Quán), thôn Phú An, xã Khánh Phú, huyện Yên Khánh, tỉnh Ninh Bình và được Sư cụ cho theo học chữ Nho với cụ đồ Lê Hiệng.
Năm 13 tuổi (1929), Đại lão Hòa thượng được Sư cụ cho đến làm đệ tử Sư tổ Thích Nguyên An, trụ trì chốn tổ Vọng, xã Yên Đồng, huyện Ý Yên, tỉnh Nam Định. Trải qua thời gian tu học, đến năm 16 tuổi (1932) ngài được Sư tổ cho thụ giới Sa Di tại Giới đàn hạ trường chùa Đống Cao, huyện Nghĩa Hưng, tỉnh Nam Định.
Năm 18 tuổi (1934), Đại lão Hòa thượng lên tham học và y chỉ vào Sư tổ Thích Quảng Tốn, trụ trì Tổ đình Viên Minh, thôn Khai Thái, xã Tầm Khê, huyện Phú Xuyên, tỉnh Hà Đông (nay là xã Quang Lãng, huyện Phú Xuyên, Thành phố Hà Nội).
Khi vừa tròn 20 tuổi (1936), ngài được thụ Cụ Túc giới và Bồ Tát giới tại Đại giới đàn chùa Bút Tháp, huyện Thuận Thành, tỉnh Bắc Ninh do Sư tổ Thích Quảng Tốn làm Đàn đầu Hòa thượng. Khi được truyền giới Bồ tát, ngài được Hòa thượng Thích Doãn Hài (Tổ Tế Xuyên) đặt cho pháp danh Phổ Tuệ.

Bên cạnh đó ngài còn có pháp danh là Tục Tuệ do phả hệ chùa Viên Minh nằm trong Kệ phái truyền thừa Thiền tông Lâm Tế Đàng Ngoài của Thiền sư Trí Bản Đột Không truyền
智 慧 清 浄 Trí Huệ Thanh Tịnh
道 德 圓 明 Đạo Đức Viên Minh
真 如 性 海 Chân Như Tánh Hải
寂 照 普 通 Tịch Chiếu Phổ Thông

心 源 廣 續 Tâm Nguyên Quảng Tục....
Sau khi giới pháp đầy đủ, ngài bắt đầu hành trình tham phương cầu đạo, ngài đi tham học ở hầu hết các Sơn môn, Tổ đình lớn thời bấy giờ như Sơn môn Tế Xuyên, Sơn môn Hương Tích, Tổ đình Vĩnh Nghiêm...
Từ năm 1950–1953, ngài sang học tại chùa Quán Sứ với Hòa thượng Tố Liên, chư tôn đức đồng học với hòa thượng có HT Thích Trí Tịnh (Tổ Linh Phong), HT Thích Thanh Kiểm, HT Thích Thanh Huấn... ngài là một trong 8 học trò xuất sắc của Hòa thượng Tố Liên và được hòa thượng gửi ra nước ngoài học tập và tu tập.
Ban đầu ngài cũng có ý định đi học nhưng lại nghĩ tới sư phụ HT Quảng Tốn tuổi cao sức yếu, nặng lòng với thầy tổ nên ngài đã chọn phương án ở lại để hầu thầy, kế thừa chốn tổ Viên Minh chọn nơi thôn dã để ẩn cư tu hành. 

### Hoạt động Phật sự
Từ năm 1952, thực hiện chính sách toàn quốc kháng chiến của Hồ Chủ tịch, ngài vân du hành đạo tại chùa Linh Ứng, thôn Kim Đới I, xã Hữu Bằng, huyện Kiến Thụy, thành phố Hải Phòng, đến năm 1957 ngài lại trở về hầu thầy phụng Phật tại Tổ đình Viên Minh, xã Quang Lãng, huyện Phú Xuyên, Thành phố Hà Nội.
Năm 1961, Sư tổ Thích Quảng Tốn, Trụ trì đời thứ hai Tổ đình Viên Minh viên tịch, ngài kế đăng làm trụ trì đời thứ ba Tổ đình Viên Minh và làm Trưởng Sơn môn Đa Bảo từ đó cho đến nay.
Từ năm 1958–1987, hòa thượng ẩn tu nơi thôn dã, nghiên cứu phiên dịch kinh điển, sản xuất nông nghiệp và mở mở lớp học cho Tăng ni lân cận đến học Phật pháp tại chùa Viên Minh. Việc dậy học của ngài thời kỳ này vẫn theo hình thức gia giáo. Học trò của ngài thời đó có TT Thích Tiến Đạt (chùa Đại Từ Ân), TT Thích Tiến Thông (chùa Lại Yên), TT Thích Đức Thường, TT Nguyên Dụng; Thầy Thanh Thư; Thầy Thanh Lịch (Cổ Lễ); Thầy Giang; Thầy Tiến; Thầy Ngoãn, Thầy Hải; Thầy Khải; Thầy Lan; Đàm Hương (Hải Dương); Thầy Vũ; Thầy Hiền; Thầy Mơ; Thầy Hằng; Thầy Viễn... Khi các lớp Phật học mở ra, các quý thầy lần học xong rời đi thì lại có lớp tăng ni sinh mới đến. Mọi người đến đây học không chỉ học kiến thức Phật học mà muốn trải nghiệm đời sống tu hành bên một bậc cao tăng ẩn mình nơi thôn dã.
Năm 1987, các bậc cao tăng của Giáo hội hữu duyên đọc được cuốn "Dư Âm Bát Nhã" do ngài biên soạn. Thông qua tác phẩm đó chư tôn đức đã có những đánh giá: Tác giả tác phẩm này là một bậc pháp khí thiền gia, bậc Tăng tài của Giáo hội. Nội dung tác phẩm thể hiện chiều sâu học thuật, sự uyên thâm về triết lý, sự khoáng đạt về tư duy, sự thấu triệt pháp duyên khởi, sự chứng ngộ vô thường, sự tinh thông tam tạng, sự khoát thước về nhân cách, sự cao thượng trong phẩm giá, sự thanh bạch về phạm hạnh với một tâm từ bi rộng lớn, một lý tưởng "Thiệu long Phật chủng, phát túc siêu phương" nhưng vẫn nhẹ nhàng an lạc thanh tao , dạo trong cảnh giới vô thường, phiền luỵ mà vẫn ung dung tự tại. Các bậc cao tăng trong giáo hội đều khâm phục "Phật giáo có một bậc Cao tăng xuất chúng nhưng lại bình dị tu hành ẩn dật nơi thôn giã, làm nông đi cày."
Chính về thế, Đức Đệ nhất Pháp chủ Giáo hội Phật giáo Việt Nam cử ba vị cao tăng là cố Hòa thượng Kim Cương Tử (chùa Trấn Quốc), cố Hòa thượng Thích Thiện Siêu (chùa Từ Đàm) và Cố Hòa thượng Thích Tâm Thông (chùa Vọng Cung) cùng Đại diện Ban Tôn giáo Chính phủ về Tổ đình Viên Minh mời ngài lên Hà Nội chủ trì hiệu đính Đại tạng kinh Việt Nam, biên soạn Đại từ điển Phật học Việt Nam, tham gia Tạp chí Nghiên cứu Phật học và tham gia các hoạt động Phật sự của Giáo hội.
Cũng trong khoảng thời gian đó, đích thân Hòa thượng Thích Tịnh Hạnh (Đài Loan) đã về tận chùa Viên Minh để gặp trực tiếp và mời Hòa thượng tham gia hiệu đính kinh Hoa nghiêm.
Đầu tháng 4 âm lịch năm 1993, Hòa thượng Thích Thanh Viên (Tổ đình Võ Lăng) – trưởng ban trị sự Phật giáo Tỉnh Hà Tây lúc bấy giờ đến chùa Ráng thỉnh ngài nhất định phải nhận chức trưởng ban. Tuy nhiên ngài từ chối không nhận. HT Võ Lăng phải ở đó ăn cơm và trình bày lý do đang bệnh nặng, khó trụ được lâu, vì đại cục, thỉnh hòa thượng nhận lời. Sau khi thuyết phục được, Hòa thượng Võ Lăng đến chùa Trấn Quốc gặp HT Kim Cương Tử xin công văn của Trung ương Giáo hội Phật giáo cử ngài làm trưởng ban. Cụ Võ Lăng cầm công văn thông qua hội nghị thường trực của tỉnh Hà Tây. Một tuần sau, Cụ Võ Lăng viên tịch, vậy là ngài làm trưởng ban trị sự Phật giáo Tỉnh Hà Tây từ ngày 16/4 năm 1993. Dẫu không muốn mà ngài vẫn phải làm.
Từ đó ngài đã đảm nhiệm nhiều chức vụ trong các cấp Giáo hội:
- Trưởng Ban Trị sự Giáo hội Phật giáo Việt Nam tỉnh Hà Tây (1993–2008)
- Hiệu trưởng Trường Trung cấp Phật học Hà Tây (1993–2008).
- Ủy viên Kiêm soát Hội đông Trị sự Giáo hội Phật giáo Việt Nam. (1992–1997)
- Phó Chủ tịch Hội đồng trị sự GHPGVN (1997–2007)
- Viện trưởng Phân viện Nghiên cứu Phật học Việt Nam tại Hà Nội (2003–2007).
- Tổng Biên tập tạp chí Nghiên cứu Phật học (2003–2007)
- Phó Trưởng ban Giáo dục Tăng Ni Trung ương GHPGVN.
- Phó ban Ban Tăng sự Trung ương GHPGVN (1997–2007).
- Phó Pháp chủ kiêm Chánh Thư ký Hội đồng Chứng minh Giáo hội Phật giáo Việt Nam (2002–2007).
- Pháp chủ Hội đồng Chứng minh Giáo hội Phật giáo Việt Nam (2007–2021).

Tại Đại hội Đại biểu Phật giáo Toàn quốc lần thứ VI (2007), ngài được Đại hội suy tôn ngôi vị Pháp chủ Hội đồng Chứng minh Giáo hội Phật giáo Việt Nam, trở thành Pháp chủ thứ ba của Giáo hội Phật giáo Việt Nam. Từ đó đến nay trải qua các nhiệm kỳ Đại hội Phật giáo toàn quốc lần thứ VII (2012), VIII (2017) ngài luôn luôn được Đại hội suy tôn ngôi vị Thiền gia Pháp chủ Hội đồng Chứng minh Giáo hội Phật giáo Việt Nam cho đến ngày viên tịch.
Đồng thời ngài cũng nhiều năm liền giữ ngôi vị Đường chủ của các trường hạ tại Hà Nội, Hưng Yên... cũng như ngôi Đàn đầu Hòa thượng trong rất nhiều Đại Giới Đàn tại các tỉnh, thành phố phía Bắc.
Bên cạnh việc đảm nhiệm các chức vụ Giáo hội, ngài cũng tích cực tham gia tổ chức xã hội như: ủy viên ủy ban Mặt trận Tổ quốc Việt Nam tỉnh Hà Tây; ủy viên ủy ban Trung ương Mặt trận Tổ quốc Việt Nam (nhiều khoá).

## Viên tịch
Do niên cao, lạp trưởng, Đại lão Hòa thượng đã thu thần viên tịch vào lúc 3 giờ 22 phút rạng sáng ngày 21 tháng 10 năm 2021 tức ngày 16 tháng 9 năm Tân Sửu, tại Tổ đình Viên Minh (chùa Ráng), xã Quang Lãng, huyện Phú Xuyên, Thành phố Hà Nội. Trụ thế 105 năm, Hạ lạp 85 năm.
Lúc sinh tiền, ngài đã khẩu dụ: "Sau khi tôi theo hầu Phật Tổ thì không được tổ chức tang lễ linh đình, nghi lễ hết sức giản đơn, ngắn ngày theo truyền thống đạo Phật và tổ chức tại chùa Viên Minh. Đề nghị không vòng hoa phúng điếu, không tiểu sử dài dòng, không tiêu tốn thời gian và tổn hại công đức của Tăng Ni và Phật tử. Nếu quý vị tưởng nhớ tới tôi thì niệm danh hiệu Phật và tụng thời kinh tại trụ xứ của mình hồi hướng công đức cho thế giới hoà bình, nhân sinh an lạc".
Sau khi ngài viên tịch, các ngày tuần lâm chung thất được tổ chức tại nhiều nơi, cụ thể là tại Tổ đình Viên Minh (chùa Ráng) (nhất tuần, nhị tuần, tam tuần, tứ tuần, thất tuần), chùa Quán Sứ (ngũ tuần) và tổ đình Vĩnh Nghiêm - TP HCM (lục tuần)

## Tác phẩm dịch thuật và trước tác

### Kinh điển
Ngài là bậc cao Tăng thông tuệ am hiểu Tam tạng Thánh giáo, đặc biệt ngài tinh thông kim cổ và là người có những đóng góp không nhỏ trong việc biên soạn, dịch thuật và trước tác các tác phẩm về Phật học ở Việt Nam như:
- Đại Từ điển Phật học
- Dư Âm Bát Nhã
- Đề cương kinh Pháp Hoa
- Kinh Bách Dụ
- Phật Tổ tam kinh
- Phật học là tuệ học
- Kinh Di-đà Viên Trung sao.
- Bát-nhã Dư âm
- Luật Tỷ-khiêu-ni lược ký.

Bên cạnh một phần nhỏ tác phẩm đã được xuất bản rộng rãi, hầu hết các tác phẩm dịch thuật và trước tác của ngài chỉ được in ấn và lưu hành nội bộ trong sơn môn, thành hội,...

### Câu đối
Những năm 80, 90 của thế kỷ trước, cố Thượng toạ Thích Viên Thành, sau khi chấp cảnh chùa Thây đã xin ngài hai đôi câu đối để thờ tại nhà Tổ ca ngợi Thánh tổ Từ Đạo Hạnh thời Lý ở chùa Thầy, Sài Sơn, Quốc Oai:
"Đức nương ánh Từ, khám Báu trường tồn truyền người sau;
Công nối ấn Tổ, nhà Tịnh không phai đón kẻ tới."
"Tổ đức trang nghiêm, đời Lý xa truyền phò vận nước;
Sư đường tự tại, núi Sài cao vút dựa oai nghi."
Những năm 90, cố Thượng toạ Thích Viên Thành đáp ứng thỉnh cầu chấp cảnh chùa Vạn Niên. Sau đó xây dựng Tam quan, có xin Tổ cho toàn bộ câu đối của Tam quan. Cũng thực may mắn TT Thích Minh Tín có dịp đã ghi lại được toàn bộ, mà sau này Tam quan phá bỏ làm bằng gỗ đã không dùng lại những câu đối này.
Giữa:
"Đến cửa Bát nhã phải vận dụng thuận đường;
Vào cảnh Chân như đừng sinh tâm chấp mắc."
Đồng trụ giữa:
"Đất phúc linh thiêng xây lên thời vận văn minh;
Ánh tốt khí lành mở rộng môn đình giàu có."
Bên phải:
"Gió hòa chùa cảnh lặng vô biên
Trăng đến cửa thiền tròn hơn nữa."
Bên trái:
"Nước nhiễu hoa vây mờ cảnh đẹp
Dân khang vật thịnh tỏ linh thiêng."
Đồng trụ cạnh:
"Thấy đường mà đi, thông suốt tròn đầy đất giác;
Được cửa mà vào, tạm mở sự tướng phương hay."
Năm 1998, khi được TT Thích Minh Tín xin những câu đối nói về ý nghĩa của an cư cũng như Khai-Tạ pháp, Tự tứ. Tổ liền tự tay viết bốn
chữ to An Cư Yếu Vụ và ba đôi câu đối, một đôi chữ Hán và hai đôi chữ Việt:
"Ba tháng An cư vâng Phật dạy
Sáu hòa cùng ở tỏ nếp Tăng."
"Phật chế ba tháng An cư, nghe rồi suy nghĩ nghĩ đường tu;
Tăng dùng sáu hòa ứng xử, học để biết làm làm việc chính."
"Chín tuần ở cùng đại chúng, lỗi lầm sám hối nguyện ghi ơn (Tự tứ);
Ba tháng hành đạo tập chung, tri thức trau dồi xin Tạ pháp."
Chùa Vĩnh Khánh - Đồng Dương - Hà Đông, sau khi tu sửa ngôi thờ Mẫu, xin tổ ban đôi câu đối và hoàng phi:
Đức mẹ tốt tươi
"Chẳng sinh mà người đều gọi mẹ
Lấy nữ làm vua đời hiếm có."
Năm 2005 khi thân mẫu TT Thích Minh Tín bệnh sắp qua đời, buổi tối khi lên hầu hòa thượng, Thượng toạ đã xin ngài ban cho đôi câu đối phụng thờ. Sớm sau khi khai tĩnh, Thượng toạ tới thị giả ngài gọi ngay và đưa hai đôi câu đối mà ngài suy ngẫm suốt đêm.
"Cha sinh mẹ dưỡng, phận con đành nợ trăm năm;
Phật dạy thầy răn, chữ Hiếu đứng đầu muôn nết."
"Làm lành lánh ác, trì kinh lễ sám, cầu tiêu nghiệp lụy mẹ siêu sinh;
Tìm đạo xa nhà, sớm trực khuya hầu, chữ hiếu thế gian con thiếu vắng.
Ngoài những tác phẩm biên soạn, dịch thuật và trước tác về Phật học nêu trên, ngài cũng sáng tác một số bài thơ Đường luật, theo thể thất ngôn bát cú để sách tiến hàng hậu học như: Mừng khai giảng khóa II, Trường Trung cấp Phật học Hà Tây; Cỗ tết nhà Chùa và Cảnh chùa Viên Minh.
Bên cạnh đó, ngài cũng chấp bút cho khoa cúng HT Tố Liên, khoa cúng HT Thanh Chân, khoa cúng TT Viên Thành, khoa cúng chùa Hương, Lời Điếu của TWGH trong tang lễ Đức Đệ Nhất Pháp chủ.

## Phát biểu
| “                | Chùa to, cảnh lớn, giảng đường đẹp, phòng ốc sang dù sao cũng chỉ là phương tiện. Linh hồn của nó là thầy và trò trong quan hệ tu tập và hành trì. | ” |
| — Thích Phổ Tuệ, | |   |

| “                | [...] Sống ở trên đời này được bao nhiêu năm, theo tôi, không phải là thước đo giá trị của đời người. Con rùa nó sống hàng ngàn năm thì đã sao? Vấn đề là sống để thực hiện sứ mệnh gì, mang lại lợi ích gì cho Đời, cho Đạo, ngài Trần Nhân Tông chỉ ở đời có 51 năm, Ngài Pháp Loa có 47 năm mà công nghiệm thì bất khả tư nghì. Tôi trụ thế đến nay đã 91 năm, ở chùa 85 năm, thụ Đại giới được 71 năm, nghiệp là tu hành, nuôi thân thể chủ yếu bằng nghề làm ruộng, chưa từng dám lạm dụng một bát gạo, một đồng tiền của tín thí thập phương, khi nào chư Phật, chư Tổ cho gọi thì về thôi [...] | ” |
| — Thích Phổ Tuệ, | |   |

| “ | Tôi không ngờ chư vị lại giữ lời đã hứa khả với chúng tôi như vậy! Đã tổ chức lễ đón rước quá lớn. Ngoài sự tưởng tượng của chúng tôi. Chúng tôi đã làm được những gì trong cuộc đời tu hành của mình mà dám nhận cái phúc lớn đó? Phúc là phải do tu mà có. Phúc thì nên tích mà không nên tán. Phúc không tích thêm mà cứ lạm hưởng thì rồi cũng hết. Khi đó phúc trở thành họa. Nay được hưởng như thế này là cái họa cho chúng tôi. Chúng tôi cần làm gì đây để báo đáp sự cung ngưỡng lớn lao như thế này của đại chúng? | ” |
| — Thích Phổ Tuệ, Phát biểu tại Đại lễ cung nghinh Đức đệ tam Pháp chủ Giáo hội Phật giáo Việt Nam Thích Phổ Tuệ tại Hà Tây | |   |

“Đạo không cấy lúa để có gạo ăn, không trồng dâu nuôi tằm, dệt vải để có áo mặc, không làm ra vật dụng để sử dụng hàng ngày. Những gì người tu đạo dùng hàng ngày do Đời cung cấp, vậy là Đời nuôi Đạo. Để trả lại cho Đời, Đạo chắt lọc những gì tinh túy nhất của đạo đức, trí tuệ để giúp cho Đời tốt đẹp. Như vậy Đạo với Đời tưởng hai nhưng là một, trong một thực thể xã hội cần được xây dựng hài hòa vật chất và tinh thần thì Đạo và Đời cùng tốt đẹp. Nhớ điều đó người tu đạo phải luôn cố gắng tu dưỡng, tích đức luyện trí để xứng đáng với những gì Đời đã nuôi Đạo."
"Muốn sống lâu trước hết phải sạch sẽ từ thân đến tâm ... Về tinh thần, cần tu tâm dưỡng tính, tiết chế mọi ham muốn dục vọng, sống trong tinh thần lục hòa thì sẽ tăng được tuổi thọ. Nhưng dù sao, cũng không thể loại trừ được vô thường của sinh lão bệnh tử, vì đó là quy luật của mọi kiếp nhân sinh." 
"Suốt đời tôi chỉ mong được niệm Phật, cầu kinh, không mong cầu danh lợi... Xin các vị đừng gọi tôi là Pháp chủ mà hãy cứ nhìn tôi như một lão tăng thanh bần sống trong ngôi chùa làng là tôi mãn nguyện."
"Sư là khuôn mẫu, mô phạm của loài người, chí ít là trong một cộng đồng người. Nếu không có đạo hạnh, không có trí tuệ thì lấy gì mà dạy người? Lấy gì làm gương tốt để mọi người noi theo?" 
“Chùa to cảnh lớn dù sao cũng chỉ là phương tiện, nên không quan trọng trong việc quyết định thành tựu của người tu. Tôi cũng được người ta mời trụ trì một vài ngôi chùa lớn, hoặc những ngôi chùa ở trong nội thành Hà Nội với lời khuyên rằng: Hòa thượng già rồi, nên ở những ngôi chùa trong thành phố, gần các bệnh viện lớn để tiện theo dõi, chăm sóc sức khỏe. Nhưng tôi từ chối hết”.

## Tôn vinh

### Giải thưởng
- Huân chương Hồ Chí Minh tháng 1/2012[6]
- Huân chương Độc lập hạng nhì
- Huân chương đại đoàn kết dân tộc
- Bằng khen của Thủ tướng Chính phủ
- Bằng tuyên dương công đức của Giáo hội.

### Nhận định
"Trí cao- Đạo sáng, bậc Chân tu sống và hướng thiện cho đời giữa cõi ta bà, không vướng chút bụi mờ danh lợi. Tấm gương sáng không tì vết khó tìm, Thạch trụ của Phật giáo vạn khó không lay, hiếm gặp." - TS Bùi Hữu Dược, Vụ trưởng Vụ Phật giáo, Ban Tôn giáo Chính phủ
"Chúng con thiển nghĩ, chỉ có những ngôn từ sau đây mới có thể tán dương trọn vẹn công hạnh cao cả của ngài: THIÊN HẠ HỮU ĐẠT TÔN TAM: TƯỚC NHẤT, XỈ NHẤT, ĐỨC NHẤT. Có nghĩa: Cuộc đời đạo hạnh của ngài đạt được ba điều mà thiên hạ ai ai cũng đều cúi đầu kính ngưỡng: NGÔI VỊ CAO NHẤT, TUỔI THỌ DÀI NHẤT, ĐỨC ĐỘ SÁNG NHẤT." - HT Thích Trí Quảng

### Khác
Năm 2022, sau Tuần lễ Tiểu tường của ngài, GHPGVN tỉnh Ninh Bình đã tổ chức Đại giới đàn Phổ Tuệ nhằm tri ân công đức của ngài. Đại giới đàn đã cung thỉnh HT Thích Thanh Nhiễu vào ngôi Đàn đầu hoà thượng.